# Niederland (Moosbach)
Niederland ist ein Gemeindeteil des
Marktes Moosbach im Oberpfälzer Landkreis Neustadt an der Waldnaab, Bayern.

## Geographische Lage
Der Weiler Niederland liegt unterhalb von Saubersrieth direkt am Westufer des Tröbesbaches 2 km südlich von Moosbach.

## Geschichte
Zum Stichtag 23. März 1913 (Osterfest) wurde Niederland als Teil der exponierten Kooperatur Etzgersrieth und damit zur Pfarrei Böhmischbruck gehörig mit 6 Häusern und 50 Einwohnern aufgeführt.
1973 baute die Gemeinde Niederland eine dem heiligen Wendelin geweihte Kapelle.
Am 31. Dezember 1990 hatte Niederland 31 Einwohner und gehörte zur Expositur Etzgersrieth und zur Pfarrei Böhmischbruck.
Heute (2013) gehört Niederland mit der Expositur Etzgersrieth zur Pfarrei Moosbach im Dekanat Leuchtenberg.